# Afghan Premier League 2017
Die Afghan Premier League 2017 war die sechste Spielzeit der höchsten afghanischen Fußballliga seit ihrer Gründung 2012. Die Saison begann am 7. September 2017 und endete am 27. Oktober 2017. Titelverteidiger war Shaheen Asmayee.

## Modus
Anders als in den meisten anderen nationalen Ligen wurde die Afghan Premier League in einer kombinierten Form aus Gruppenphase und anschließender Finalrunde mit Halbfinale, Spiel um Platz 3 und dem Finale ausgetragen. Die acht Vereine wurden auf zwei Gruppen zu je vier Mannschaften gelost und spielten jeweils einmal gegen jeden anderen der Gruppe. Es wurde dabei nach der 3-Punkte-Regel gespielt (drei Punkte pro Sieg, ein Punkt pro Unentschieden). Die Tabelle wurde nach den folgenden Kriterien bestimmt:
1. Anzahl der erzielten Punkte
2. Tordifferenz aus allen Spielen
3. Anzahl Tore in allen Spielen
4. Anzahl der erzielten Punkte im direkten Vergleich
5. Tordifferenz im direkten Vergleich
6. Anzahl Tore im direkten Vergleich
7. Losziehung

Die beiden Gruppensieger und Gruppenzweite erreichten das Halbfinale, das in Hin- und Rückspiel ausgetragen wurde. Das Spiel um Platz 3 und das Finale wurde jeweils in einem Spiel entschieden. Stand es in der Finalrunde Unentschieden wurde die Auswärtstorregel nicht angewendet, sondern immer eine Verlängerung ausgespielt und danach gegebenenfalls das Elfmeterschießen durchgeführt.
Am Ende der Saison qualifizierte sich der Sieger des Finales für die zweite Qualifikationsrunde des AFC Cup 2018. Einen Abstieg aus der Afghan Premier League gibt es nicht.

## Teilnehmer
Die acht Mannschaften vertreten jeweils eine der acht Regionen Afghanistans, die sich – bis auf Kabul – aus mehreren der 34 Provinzen des Landes zusammensetzen.
Alle Spiele der Saison finden im Afghanistan Football Federation Stadium in Kabul statt.
| Verein            | Region  |
| ----------------- | ------- |
| De Abasin Sape    | Südost  |
| De Maiwand Atalan | Südwest |
| De Spinghar Bazan | Ost     |
| Mawjhai Amu       | Nordost |
| Oqaban Hindukush  | Zentral |
| Shaheen Asmayee   | Kabul   |
| Simorgh Alborz    | Nord    |
| Tofan Harirod     | West    |

## Gruppenphase
Die Auslosung der Gruppen fand am 25. August 2017 statt.

### Gruppe A
| Pl. | Verein            | Sp. | S | U | N | Tore    | Diff. | Punkte |
| --- | ----------------- | --- | - | - | - | ------- | ----- | ------ |
| 1.  | Shaheen Asmayee   | 3   | 2 | 0 | 1 | 006:500 | +1    | 06     |
| 2.  | De Spinghar Bazan | 3   | 2 | 0 | 1 | 005:400 | +1    | 06     |
| 3.  | Oqaban Hindukush  | 3   | 1 | 0 | 2 | 002:200 | ±0    | 03     |
| 4.  | Mawjhai Amu       | 3   | 1 | 0 | 2 | 001:300 | −2    | 03     |

| 7. September 2017  |     |                   |
| Shaheen Asmayee    | 4:3 | De Spinghar Bazan |
| 9. September 2017  |     |                   |
| Mawjhai Amu        | 1:0 | Oqaban Hindukush  |
| 14. September 2017 |     |                   |
| Shaheen Asmayee    | 0:2 | Oqaban Hindukush  |
| 20. September 2017 |     |                   |
| Mawjhai Amu        | 0:1 | De Spinghar Bazan |
| 22. September 2017 |     |                   |
| Shaheen Asmayee    | 2:0 | Mawjhai Amu       |
| 28. September 2017 |     |                   |
| Oqaban Hindukush   | 0:1 | De Spinghar Bazan |

### Gruppe B
| Pl. | Verein            | Sp. | S | U | N | Tore    | Diff. | Punkte |
| --- | ----------------- | --- | - | - | - | ------- | ----- | ------ |
| 1.  | De Maiwand Atalan | 3   | 2 | 1 | 0 | 011:600 | +5    | 07     |
| 2.  | Simorgh Alborz    | 3   | 1 | 2 | 0 | 003:200 | +1    | 05     |
| 3.  | Tofan Harirod     | 3   | 1 | 1 | 1 | 009:500 | +4    | 04     |
| 4.  | De Abasin Sape    | 3   | 0 | 0 | 3 | 003:130 | −10   | 0      |

| 8. September 2017  |     |                |
| De Maiwand Atalan  | 4:2 | Tofan Harirod  |
| 13. September 2017 |     |                |
| Simorgh Alborz     | 1:0 | De Abasin Sape |
| 15. September 2017 |     |                |
| De Maiwand Atalan  | 6:3 | De Abasin Sape |
| 21. September 2017 |     |                |
| Simorgh Alborz     | 1:1 | Tofan Harirod  |
| 27. September 2017 |     |                |
| De Maiwand Atalan  | 1:1 | Simorgh Alborz |
| 29. September 2017 |     |                |
| De Abasin Sape     | 0:6 | Tofan Harirod  |

## Finalrunde

### Halbfinale
Die Hinspiele fanden am 12. und 13. Oktober 2017 statt, die Rückspiele am 19. und 20. Oktober 2017.
|                   | Gesamt |                   | Hinspiel | Rückspiel |
| ----------------- | ------ | ----------------- | -------- | --------- |
| Shaheen Asmayee   | 5:3    | Simorgh Alborz    | 1:0      | 4:3       |
| De Maiwand Atalan | 2:0    | De Spinghar Bazan | 2:0      | 0:0       |

### Spiel um Platz 3
Das Spiel fand am 26. Oktober 2017 statt.
|                | Ergebnis |                   |
| -------------- | -------- | ----------------- |
| Simorgh Alborz | 0:1      | De Spinghar Bazan |

### Finale
Das Spiel fand am 27. Oktober 2017 statt.
|                 | Ergebnis  |                   |
| --------------- | --------- | ----------------- |
| Shaheen Asmayee | 4:3 n. V. | De Maiwand Atalan |

## Endstand
→ Bei den Toren und Punkten ist die Finalrunde miteinbezogen, Siege im Elfmeterschießen werden mit dem Endstand nach 120 Minuten gewertet.
| Pl. | Verein              | Sp. | S | U | N | Tore    | Diff. | Punkte |
| --- | ------------------- | --- | - | - | - | ------- | ----- | ------ |
| 1.  | Shaheen Asmayee (M) | 6   | 5 | 0 | 1 | 015:110 | +4    | 15     |
| 2.  | De Maiwand Atalan   | 6   | 3 | 2 | 1 | 016:100 | +6    | 11     |
| 3.  | De Spinghar Bazan   | 6   | 3 | 1 | 2 | 006:600 | ±0    | 10     |
| 4.  | Simorgh Alborz      | 6   | 1 | 2 | 3 | 006:800 | −2    | 05     |
| 5.  | Tofan Harirod       | 3   | 1 | 1 | 1 | 009:500 | +4    | 04     |
| 6.  | Oqaban Hindukush    | 3   | 1 | 0 | 2 | 002:200 | ±0    | 03     |
| 7.  | Mawjhai Amu         | 3   | 1 | 0 | 2 | 001:300 | −2    | 03     |
| 8.  | De Abasin Sape      | 3   | 0 | 0 | 3 | 003:130 | −10   | 0      |

| Zum Saisonende 2017:                                                                                          |                                              |
| Afghanischer Meister und Teilnahme an der 2. Qualifikationsrunde des AFC-Cups 2018 (geplant): Shaheen Asmayee |                                              |
| |                                              |
| Zum Saisonende 2016:                                                                                          |                                              |
| (M) | Afghanischer Meister 2016: De Spinghar Bazan |